# Wołodymyr Jakubowski
Wołodymyr Jakubowski ps. Bondarenko, Stryjśkyj (ur. 1915 w Załoźcach, zg. 17 czerwca 1947) – ukraiński działacz niepodległościowy, nacjonalista, dowódca okręgu Ukraińskiej Powstańczej Armii.

## Życiorys
Pochodził z mieszanej rodziny (ojciec Polak, matka Ukrainka). Przed wojną ukończył szkołę kadetów, następnie szkołę pilotów w stopniu podporucznika Wojska Polskiego. Zwolniony z wojska, członek Organizacji Ukraińskich Nacjonalistów.
W 1942 był referentem wojskowym zborowskiego okręgu OUN, w 1943 referentem wojskowym brzeżańskiego okręgu OUN w stopniu chorążego. W grudniu 1943 został szefem sztabu III WO Łysonia, dowódcą szkoły podoficerskiej III WO i dowódcą brzeżańskiego kurenia UPA. W 1945 mianowany na stopień porucznika.
Zdaniem Grzegorza Rąkowskiego był organizatorem zbiorowych zabójstw Polaków w rejonie Załoźców w listopadzie 1944 roku. Potwierdzają to w swojej monografii Szczepan Siekierka, Henryk Komański i Krzysztof Bulzacki, opisując na podstawie relacji świadków napad UPA na wieś Milno, zorganizowany przez Jakubowskiego w dniu 11 listopada 1944 r.
Od jesieni 1945 do śmierci w 1947 był dowódcą III WO Łysonia. Zginął w walce z oddziałem sowieckich wojsk wewnętrznych. Pośmiertnie UHWR awansowała go do stopnia majora.
W 1997 roku w rodzinnym mieście wzniesiono jego pomnik.